# Confrontos entre Athletico Paranaense e São Paulo no futebol
Athletico Paranaense x São Paulo é uma rivalidade interestadual do futebol brasileiro, caracterizada por grandes tabus entre os times, polêmicas em transferências de jogadores, e históricos jogos eliminatórios entre os clubes como a Final da Copa Libertadores da América de 2005 e as quartas-de-final do Campeonato Brasileiro de Futebol de 1983 e do Campeonato Brasileiro de Futebol de 2001.

## Estatísticas
Geral
- Jogos: 70 [2]
- Vitórias do São Paulo: 25
- Empates: 23
- Vitórias do Athletico Paranaense: 22
- Gols do São Paulo: 93
- Gols do Athletico Paranaense: 78
- Maior vitória do São Paulo: São Paulo 5×0 Atlético-PR - Morumbi, Campeonato Brasileiro de 1992 (23 de março de 1992)
- Maior vitória do Athletico Paranaense: Atlético-PR 4×1 São Paulo - Arena da Baixada, Campeonato Brasileiro de 1999 (14 de outubro de 1999)
- Primeira partida: Atlético-PR 1×2 São Paulo - Estádio da Baixada, amistoso (10 de outubro de 1937)
- Última partida: Athletico Paranaense 1×0 São Paulo, Campeonato Brasileiro de 2022 - (31 de julho de 2022)[3]

### Tabus
- O São Paulo levou 20 anos para vencer pela primeira vez no estádio do Athletico, a Arena da Baixada, fato ocorrido em 9 de junho de 2018, em partida válida pela 11ª rodada do Campeonato Brasileiro de Futebol de 2018. O gol da vitória tricolor por 1x0 foi marcado por Nenê.[4][5]
- O Athletico Paranaense não vence o São Paulo no Estádio do Morumbi desde o confronto válido pelo Campeonato Brasileiro de Futebol de 1983, quando o Furacão eliminou o Tricolor nas quartas-de-final da competição. Após vencer o jogo de ida por 2x1, o Athletico voltou a vencer com tento marcado por Assis.[6]

### Polêmicas
- A partida válida pelas quartas-de-final do Campeonato Brasileiro de 2001 ficou marcada como sendo um dos jogos mais violentos da história do futebol brasileiro, muito em função do meio-campista rubro-negro Cocito, responsável por tirar de jogo o grande craque da equipe do São Paulo, Kaká, além do armador Adriano.[7][8]
- Em 2003, o treinador Mário Sérgio chamou o então recém-chegado zagueiro Diego Lugano de "vagabundo", durante a entrevista coletiva após a vitória do Furacão por 4x3 no Campeonato Brasileiro de Futebol de 2003. O incidente se deu pelo fato de uma disputa entre o uruguaio e o jogador Igor, que saiu de campo após ser atingido pelo cotovelo de Lugano.[9][10]
- Uma grande polêmica sobre o local final da Libertadores em 2005 ocorreu entre os dois times, Athletico alegava que a Arena da Baixada com os lugares extras instalados, tinha a capacidade de 40 mil lugares exigida, o São Paulo alegava que só deveriam valer os lugares fixos, e saiu vencedor com amplo apoio da mídia paulista e carioca. Assim o Athletico foi impedido de jogar nos seus domínios o jogo de ida da final da Libertadores. A partida foi realizada em Porto Alegre, no Estádio do Beira-Rio a 740 km de Curitiba, lugar mais próximo autorizado pela Conmebol, o jogo terminou em um empate de 1x1.[11]
- No confronto imediato após a final da Libertadores, em partida válida pelo Campeonato Brasileiro de Futebol de 2005, mas um episódio de violência marcou o confronto. O zagueiro Alex Bruno cometeu falta dura em Fabrício. O presidente do Athletico a época, Mario Celso Petraglia indignado se referiu ao jogador como Bambi Assassino, em alusão a alcunha pejorativa atribuída ao São Paulo.[12]
- Ao assinar com o promissor Dagoberto após o mesmo deixar o clube paranaense através de uma briga judicial com o clube curitibano, nos anos posteriores, o jogador dificilmente enfrentava o ex-clube. Os motivos eram dos mais variados, desde suspensão por cartões, até alegar problemas estomacais ou mesmo tendo problemas físicos. Chegou ao ponto do jogador ingerir substâncias com risco de doping em momentos próximos aos confrontos agendados para evitar participar dos duelos.[13][14][15][16][17][18][19]
- Ewandro, destaque das categorias de base do São Paulo em 2015, foi oferecido ao Atlhetico com opção de compra de 50% do passe. Porém o fato do São Paulo arcar com 100% dos salários do jogador, deu inicio ao processo que mais tarde levaria o presidente do clube a época Carlos Miguel Aidar a renunciar de seu posto[20]. No ano seguinte, o São Paulo vendeu o jogador para a Udinese Calcio da Itália por 8,5 milhões de reais, sendo 3 milhões repassados ao Athletico.[21][22]
- O São Paulo comprou o centro-avante Pablo junto ao Athletico para a temporada de 2019, pelo valor de R$ 23,9 milhões, se tornando esta a contratação mais cara da história do clube do Morumbi[23]. Entretanto o clube paulista não realizou parte dos pagamentos no prazo estipulado, e quase sofreu um processo de penhora judicial movido pelos paranaenses.[24]

### Duelos em mata-matas
Ao todo os clubes se enfrentaram seis vezes pelo sistema eliminatório de mata-matas. Abaixo, o placar geral do embate:
Athletico 5 x 1 São Paulo
- 1983 O Athletico eliminou o São Paulo nas quartas-de-final do Campeonato Brasileiro.
- 1999 O Athletico eliminou o São Paulo nas semi-finais da Seletiva para a Libertadores. Foi a primeira vez que o furacão conquistou a vaga para a maior competição continental da América do Sul.
- 2001 O Athletico eliminou o São Paulo nas quartas-de-final do brasileirão. Naquele ano o Athletico venceria seu primeiro e único titulo do Campeonato Brasileiro.
- 2005 O São Paulo conquistou sua terceira Copa Libertadores da América ao vencer o Athletico por 4x0 no Morumbi.
- 2008 O Athletico eliminou o São Paulo, que utilizou um time alternativo[25], na segunda fase da Copa Sul-Americana.
- 2018 O Athletico eliminou o São Paulo na quarta fase da Copa do Brasil.

### Finais
São Paulo 1x0 Athletico

#### Libertadores de 2005
A única final disputada pelos clubes até hoje foi a decisão da Copa Libertadores da América de 2005
Primeiro jogo
| 6 de julho  | Atlético Paranaense | 1–1    | São Paulo  | Estádio Beira-Rio, Porto Alegre                     |
| 21:45 UTC−3 | Aloísio 14'         | Súmula | 52' Durval | Público: Não divulgado Árbitro: URU Jorge Larrionda |

| Atlético-PR | São Paulo |

| ATLÉTICO PARANAENSE: |    |                 |     |     |
|                      |    |                 |     |     |
| G                    | 1  | Diego           |     |     |
| LD                   | 2  | Jancarlos       | 25' | 82' |
| Z                    | 13 | Danilo          |     |     |
| Z                    | 14 | Durval          |     |     |
| LE                   | 5  | Marcão (c)      | 56' |     |
| V                    | 4  | Cocito          |     |     |
| V                    | 7  | Alan Bahia      |     |     |
| V                    | 10 | Fernandinho     |     | 66' |
| M                    | 23 | Fabrício        |     |     |
| A                    | 25 | Lima            |     |     |
| A                    | 9  | Aloísio         |     |     |
| Reservas:            |    |                 |     |     |
| G                    | 12 | Tiago Cardoso   |     |     |
| Z                    | 15 | Tiago Vieira    |     |     |
| LD                   | 17 | André Rocha     |     | 82' |
| MF                   | 8  | Rodrigo Beckham |     |     |
| M                    | 20 | Evandro         |     | 66' |
| M                    | 21 | Ticão           |     |     |
| A                    | 19 | Cléo            |     |     |
| Treinador:           |    |                 |     |     |
| Antônio Lopes        |    |                 |     |     |

| SÃO PAULO:    |    |                  |     |
|               |    |                  |     |
| G             | 1  | Rogério Ceni (c) |     |
| LD            | 2  | Cicinho          |     |
| Z             | 3  | Fabão            | 82' |
| Z             | 5  | Diego Lugano     | 68' |
| Z             | 25 | Alex Bruno       |     |
| LE            | 6  | Júnior           |     |
| V             | 7  | Mineiro          |     |
| V             | 8  | Josué            |     |
| M             | 10 | Danilo           |     |
| A             | 11 | Luizão           | 54' |
| A             | 9  | Amoroso          |     |
| Reservas:     |    |                  |     |
| G             | 13 | Roger            |     |
| Z             | 4  | Edcarlos         |     |
| LE            | 16 | Fábio Santos     |     |
| V             | 15 | Alê              |     |
| V             | 17 | Renan Teixeira   |     |
| M             | 21 | Souza            |     |
| A             | 19 | Diego Tardelli   |     |
| Treinador:    |    |                  |     |
| Paulo Autuori |    |                  |     |

| Árbitros assistentes: Fernando Cresci Walter Rial Quarto árbitro: Roberto Silvera |

Segundo jogo
| 14 de julho | São Paulo                                           | 4 – 0  | Atlético Paranaense | Estádio Morumbi, São Paulo                    |
| 21:45 UTC−3 | Amoroso 16' · Fabão 52' · Luizão 70' · Tardelli 89' | Súmula |                     | Público: 71 986 Árbitro: ARG Horacio Elizondo |

| São Paulo | Atlético-PR |

| SÃO PAULO:    |    |                  |     |     |
|               |    |                  |     |     |
| G             | 1  | Rogério Ceni (c) |     |     |
| LD            | 2  | Cicinho          |     |     |
| Z             | 3  | Fabão            | 54' |     |
| Z             | 5  | Diego Lugano     | 11' |     |
| Z             | 25 | Alex Bruno       |     |     |
| LE            | 6  | Júnior           |     | 85' |
| V             | 7  | Mineiro          |     |     |
| V             | 8  | Josué            |     |     |
| M             | 10 | Danilo           | 55' |     |
| A             | 11 | Luizão           |     | 72' |
| A             | 9  | Amoroso          |     | 78' |
| Reservas:     |    |                  |     |     |
| G             | 13 | Roger            |     |     |
| Z             | 4  | Edcarlos         |     |     |
| LE            | 16 | Fábio Santos     |     | 85' |
| V             | 17 | Renan Teixeira   |     |     |
| M             | 20 | Marco Antônio    |     |     |
| M             | 21 | Souza            |     | 72' |
| A             | 19 | Diego Tardelli   |     | 78' |
| Treinador:    |    |                  |     |     |
| Paulo Autuori |    |                  |     |     |

| ATLÉTICO PARANAENSE: |    |                 |     |     |
|                      |    |                 |     |     |
| G                    | 1  | Diego           |     |     |
| LD                   | 2  | Jancarlos       |     |     |
| Z                    | 13 | Danilo          |     |     |
| Z                    | 14 | Durval          |     |     |
| LE                   | 5  | Marcão (c)      |     | 60' |
| V                    | 4  | Cocito          | 32' |     |
| V                    | 17 | André Rocha     | 80' | 82' |
| M                    | 23 | Fabrício        | 75' |     |
| M                    | 20 | Evandro         | 25' |     |
| A                    | 25 | Lima            |     | 60' |
| A                    | 9  | Aloísio         |     |     |
| Reservas:            |    |                 |     |     |
| GK                   | 12 | Tiago Cardoso   |     |     |
| Z                    | 15 | Tiago Vieira    |     |     |
| V                    | 7  | Alan Bahia      |     | 82' |
| V                    | 10 | Fernandinho     |     | 60' |
| M                    | 8  | Rodrigo Beckham |     | 60' |
| M                    | 21 | Ticão           |     |     |
| A                    | 19 | Cléo            |     |     |
| Treinador:           |    |                 |     |     |
| Antônio Lopes        |    |                 |     |     |

| Árbitros assistentes: Rodolfo Otero Juan Carlos Rebollo Quarto árbitro: Sergio Pezzotta |